# Sárbogárd
Sárbogárd (deutsch: Bochart) ist eine Stadt mit etwa 12.600 Einwohnern im gleichnamigen Kleingebiet Sárbogárd, dessen Verwaltungssitz sie ist, in Ungarn. Sie liegt im Komitat Fejér auf einer Höhe von etwa 131 Metern über dem Meeresspiegel in der Pannonischen Tiefebene.
Etwa 35 Kilometer in westlicher Richtung erstreckt sich das nordöstliche Ufer des Balaton und etwa 24 Kilometer östlich von Sárbogárd verläuft die steil vom Norden zum Süden hin fließende Donau.
Eine Frühzeitliche Besiedlung bestätigen Gräber aus später Bronzezeit mit Funden u. a. eines Spätawarenzeitlichen Säbel im Hügelgrab (Bockel) in Sárbogárd (1956 Grabung von A.Kralovànsky) Funde im Museum in Székesfehérvár.
Der Name der Stadt wird heute im Allgemeinen auf eine Zusammensetzung des Namens des Ortsteils Sárszentmiklós und des Namens eines in einem Schriftstück aus dem Jahre 1323 erwähnten Adeligen István Bogárdi, nach dem wohl der nördliche Teil der Stadt benannt ist, zurückgeführt. Der Kanal, der etwa fünf Kilometer östlich von Sárbogárd entfernt in Nordsüdrichtung fast parallel zur Hauptstraße Sárbogárds fließt, trägt den Namen Sárvíz. 
Eine berühmte Persönlichkeit der Kleinstadt ist der Maler Mészöly Géza, der 1844 in Sárbogárd geboren wurde.

## Weblinks

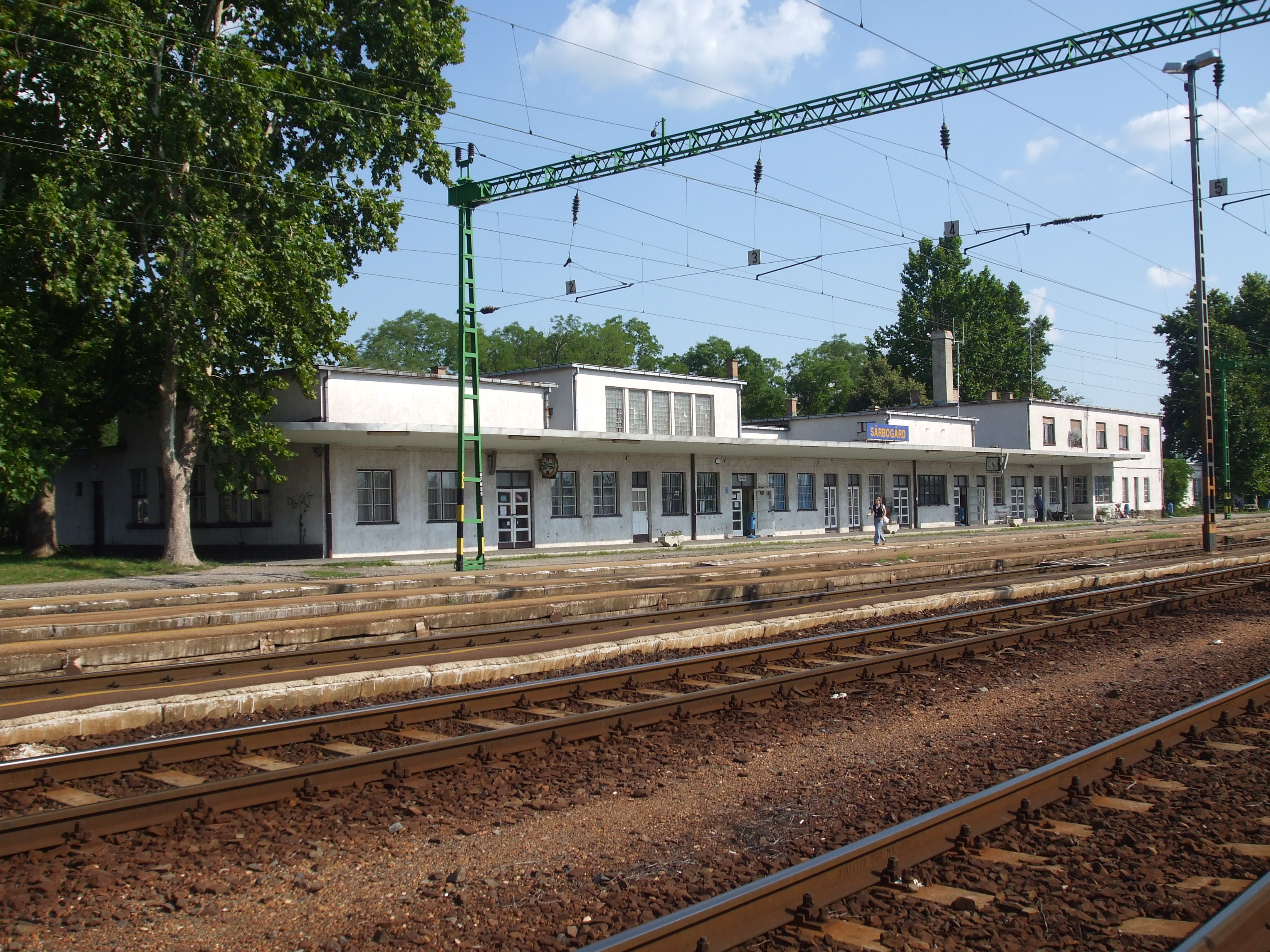
Bahnhof in Sárbogárd

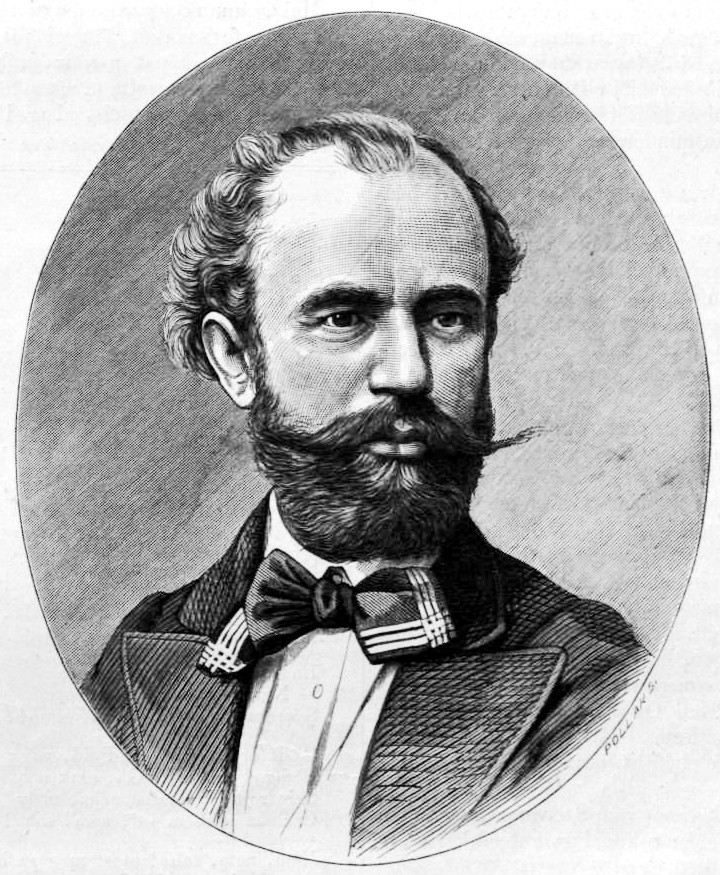
Geboren in Sárbogárd: Mészöly Géza